# Список вулиць Львова (Ч)
Список усіх вулиць Львова, що починаються на літеру Ч.
У списку вулиці подані за алфавітом. Назви вулиць на честь людей відсортовані за прізвищем і подаються у форматі Прізвище Ім'я і/або Посада. Якщо вулиця названа за цілісним псевдонімом або прізвиськом, то сортування відбувається за першої літерою псевдоніма або імені, тобто Лесі Українки — на літеру Л, Марка Вовчка, Марка Черемшини — на М, Олени Пчілки — на О, Панаса Мирного — на П, Янки Купали — на Я тощо.
Курсивом позначені зниклі вулиці.
Колір фону у списку залежить від типу урбаноніма.
| Назва                         | Тип      | Колишні назви                                                                  | Район          | Місцевість               | Рік затв. | Джерела          |
| ----------------------------- | -------- | ------------------------------------------------------------------------------ | -------------- | ------------------------ | --------- | ---------------- |
| Чагарникова                   | вулиця   | Лєсьна (Левандівка); Заґайнік                                                  | Залізничний    | Левандівка               | 1946      | ПСВЛ, ВП, Л      |
| Чарнецького Миколая, єпископа | вулиця   | Радзішевськєґо, Радзішевського, Пряма                                          | Личаківський   | Личаків                  | 1993      | ПСВЛ, ІВЛ, ВП, Л |
| Червоної Калини               | проспект | Криворізька                                                                    | Сихівський     | Козельники, Сихів        | 1993      | ПСВЛ, ВП, Л      |
| Черемхова                     | вулиця   | Орльонт (Клепарів); Черехова                                                   | Шевченківський | Клепарів                 | 1993      | ПСВЛ, ВП, Л      |
| Черешнева                     | вулиця   | Чересьньова, Ґляймґассе                                                        | Личаківський   | Штіллерівка              | 1944      | ПСВЛ, ВП, Л      |
| Черкаська                     | вулиця   | Картонна                                                                       | Личаківський   | Знесіння                 | 1963      | ПСВЛ, ВП, Л      |
| Чернеча Гора                  | вулиця   |                                                                                | Личаківський   | Личаків                  |           | ВП, Л            |
| Черника Федіра                | вулиця   | Корейська бічна, Спілкова                                                      | Личаківський   | Знесіння                 | 1993      | ПСВЛ, ІВЛ, ВП, Л |
| Чернівецька                   | вулиця   | Цуфарштрассе, Дроґа до дворца, Дояздова, Алея Фоша, Вокзальна, Бангофштрассе   | Залізничний    | Левандівка               | 1993      | ПСВЛ, ВП, Л      |
| Чернігівська                  | вулиця   | Шпітальна, Ґловіньскєґо, Гловіньскєго, Роберт Кохґассе, Гловінського           | Личаківський   | Личаків                  | 1944      | ПСВЛ, ВП, Л      |
| Чесанівська                   | вулиця   | Коротка (Рясне), Сімовича (Рясне)                                              | Шевченківський | Рясне                    | 1993      | ПСВЛ, ВП, Л      |
| Чечета Григорія               | вулиця   | Колонтая (Левандівка); Віґури, Молодчого, Леваневського                        | Залізничний    | Левандівка               | 1993      | ПСВЛ, ВП, Л      |
| Чигиринська                   | вулиця   | Франка (Збоїща)                                                                | Шевченківський | Збоїща                   | 1958      | ПСВЛ, ВП, Л      |
| Чижевського Дмитра            | вулиця   | Сєнкєвіча (Левандівка); Звйонзкова, Зв'язкова, Профспілкова                    | Залізничний    | Левандівка               | 1993      | ПСВЛ, ВП, Л      |
| Чикаленка Євгена              | вулиця   | Сьвєнтеґо Яна; Паралельна (Рясне)                                              | Залізничний    | Кам'янка                 |           | ІВЛ, ВП, Л       |
| Чмоли Івана                   | вулиця   | Хрістельбауера, Динамівська                                                    | Сихівський     | Новий Львів              | 1992      | ПСВЛ, ІВЛ, ВП, Л |
| Чоловського Олександра        | вулиця   | Рицерска бочна, Чаховскєґо, Чаховського, Дежнева                               | Залізничний    | Левандівка               | 1992      | ПСВЛ, ІВЛ, ВП, Л |
| Чорнобаївська                 | вулиця   | Чуваська, Ударна                                                               | Залізничний    | Скнилівок                | 2022      | ПСВЛ, ВП, Л      |
| Чорновола В'ячеслава          | проспект | Пелтві, Пелтевна, Пелтевштрассе, 700-річчя Львова                              | Шевченківський | Центр, Підзамче, Голоско | 1999      | ПСВЛ, ІВЛ, ВП, Л |
| Чорноморська                  | вулиця   | Бенедиктиньска пшечніца, Чацкєґо, Чацького                                     | Галицький      | Центр                    | 1946      | ПСВЛ, ВП, Л      |
| Чубая Грицька                 | вулиця   | Домаґалічув, Домогалічів, Павлова                                              | Личаківський   | Погулянка                | 2022      | ПСВЛ, ІВЛ, ВП, Л |
| Чубинського Павла             | вулиця   | Шмідта                                                                         | Шевченківський | Клепарів                 | 1992      | ПСВЛ, ІВЛ, ВП, Л |
| Чугайстра                     | вулиця   | Змінна                                                                         | Залізничний    | Рясне                    | 1993      | ПСВЛ, ВП, Л      |
| Чукаріна Віктора              | вулиця   |                                                                                | Сихівський     | Сихів                    | 1984      | ПСВЛ, ІВЛ, ВП, Л |
| Чумацька                      | вулиця   | Спокойна, Боберскєй, Боберської, Валківська                                    | Личаківський   | Професорська колонія     | 1950      | ПСВЛ, ВП, Л      |
| Чупринки Тараса, генерала     | вулиця   | Штандовска, Кшижова, Потоцкєґо, Потоцкєго, Зігфрідштрассе, Потоцького, Пушкіна | Франківський   | Кастелівка, Новий Світ   | 1996      | ПСВЛ, ІВЛ, ВП, Л |
| Чучмана Юліяна                | вулиця   | Бойова бочна, Бойова Небенґассе, Бойова бічна                                  | Шевченківський | Замарстинів              | 1992      | ПСВЛ, ВП, Л      |